# Амонов рог
 Тази статия е за анатомичната област.  За митичното същество вижте Хипокамп.  
Амонов рог или хипокамп (на латински: hippocampus) е анатомична област в мозъка, част от сивото мозъчно вещество, представляваща корова гънка, изолирана с бяло мозъчно вещество. Той участва в изграждането на т. нар. лимбична система и обединява в едно цяло информацията, която достига до него от различни места на мозъка. Играе важна роля при проявите на агресия, при мотивацията и при формирането на спомените.
Амоновият рог е изграден от три части:
- Преднокомисурална част (pars precommissuralis)
- Надкомисурална част (pars supracommissuralis) или Сиво покривало (Indusium griseum)
- Връщаща комисурална част (pars retrocommissuralis)